# Kleiner Ginsterrindenfalter
Der Kleine Ginsterrindenfalter (Batia lunaris) ist ein Schmetterling aus der Familie der Faulholzmotten (Oecophoridae). Die Art wurde von dem britischen Entomologen Adrian Hardy Haworth im Jahr 1828 als Recurvaria lunaris erstbeschrieben. Das lateinische Art-Epitheton lunaris bezieht sich auf den Mond.

## Merkmale
Die Flügelspannweite beträgt zwischen 7 und 10 mm, die Vorderflügellänge liegt bei 4,5–5 mm. Der Thorax ist dunkler als die Flügel. Die Vorderflügel sind dunkel ockergelbfarben, nahe dem apikalen Ende geringfügig dunkler und am äußeren Flügelrand ausgefranst. Am Übergang zwischen dem helleren und dunkleren Flügelbereich befindet sich am Vorderflügelhinterrand ein schwarzbrauner Fleck mit einer lang ausgezogenen Spitze. Die Hinterflügel sind hell graubraun gefärbt.
Die Raupen werden etwa 9 mm lang. Sie sind beige gefärbt und weisen eine Musterung aus etwas dunkleren Querstreifen auf. Die Kopfkapsel ist dunkelbraun. Halsschild und Analschild sind größtenteils verdunkelt.

### Verwechslungsarten
Neben Batia lunaris treten in Mitteleuropa noch zwei sehr ähnliche verwandte Schmetterlingsarten auf, die häufig nur durch Molekular- oder Genitaluntersuchungen sicher zu trennen sind:
- Batia internella (Mittlerer Ginsterrindenfalter) – der Thorax ist nicht dunkler als die Grundfarbe
- Batia lambdella (Großer Ginsterrindenfalter) – die Flügelspannweite ist mit 11–17 mm in der Regel deutlich größer[3]

## Verbreitung
Batia lunaris ist im westlichen Mittelmeerraum, im Nahen Osten (Israel), an der westlichen Schwarzmeerküste und in Mitteleuropa (im Norden bis England und Dänemark) verbreitet. In Deutschland gilt die Art aktuell als weit verbreitet und lokal häufig.
Die Art wurde in Nordamerika erstmals 1931 nachgewiesen, offenbar aus Europa eingeschleppt. Baria lunaris kommt im Westen der Vereinigten Staaten und Kanadas vor. Das Verbreitungsgebiet reicht von British Columbia im Norden, über den Puget Sound im US-Bundesstaat Washington und das Willamette Valley in Oregon bis in den Großraum San Francisco im Norden Kaliforniens.

## Lebensweise
Batia lunaris bildet eine Generation im Jahr. Die mykophage Art bevorzugt xerothermophile Gehölz-Biotope. Die überwiegend nachtaktiven Schmetterlinge fliegen zwischen Juni und August. Sie werden von künstlichen Lichtquellen angelockt. Die Raupen leben unter der Rinde verschiedener Bäume und Sträucher sowie in Holzzäunen. Sie spinnen sich eine Wohnröhre und ernähren sich von Flechten, vermutlich auch von Totholz und Pilzen. Weiterhin wurden die Raupen in den Pflanzengallen von Milben an Weiden entdeckt. Man kann die ausgewachsenen Raupen von Dezember bis März an den Stämmen von Platanen beobachten. Im selben Lebensraum findet man auch die Raupen der ähnlich lebenden Faulholzmotten-Art Crassa tinctella. Die Verpuppung findet im Frühjahr in der Wohnröhre statt.

## Bilder

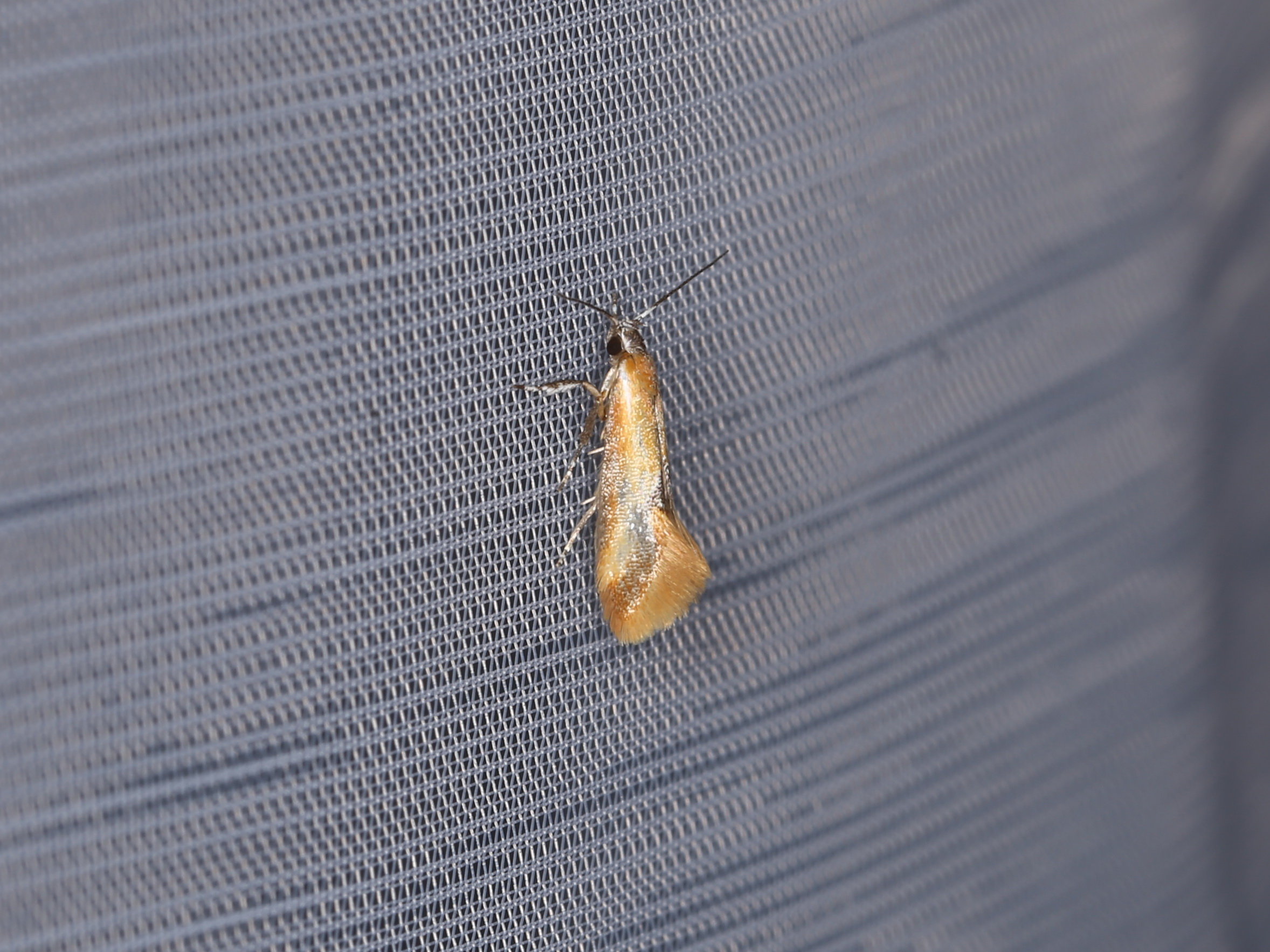
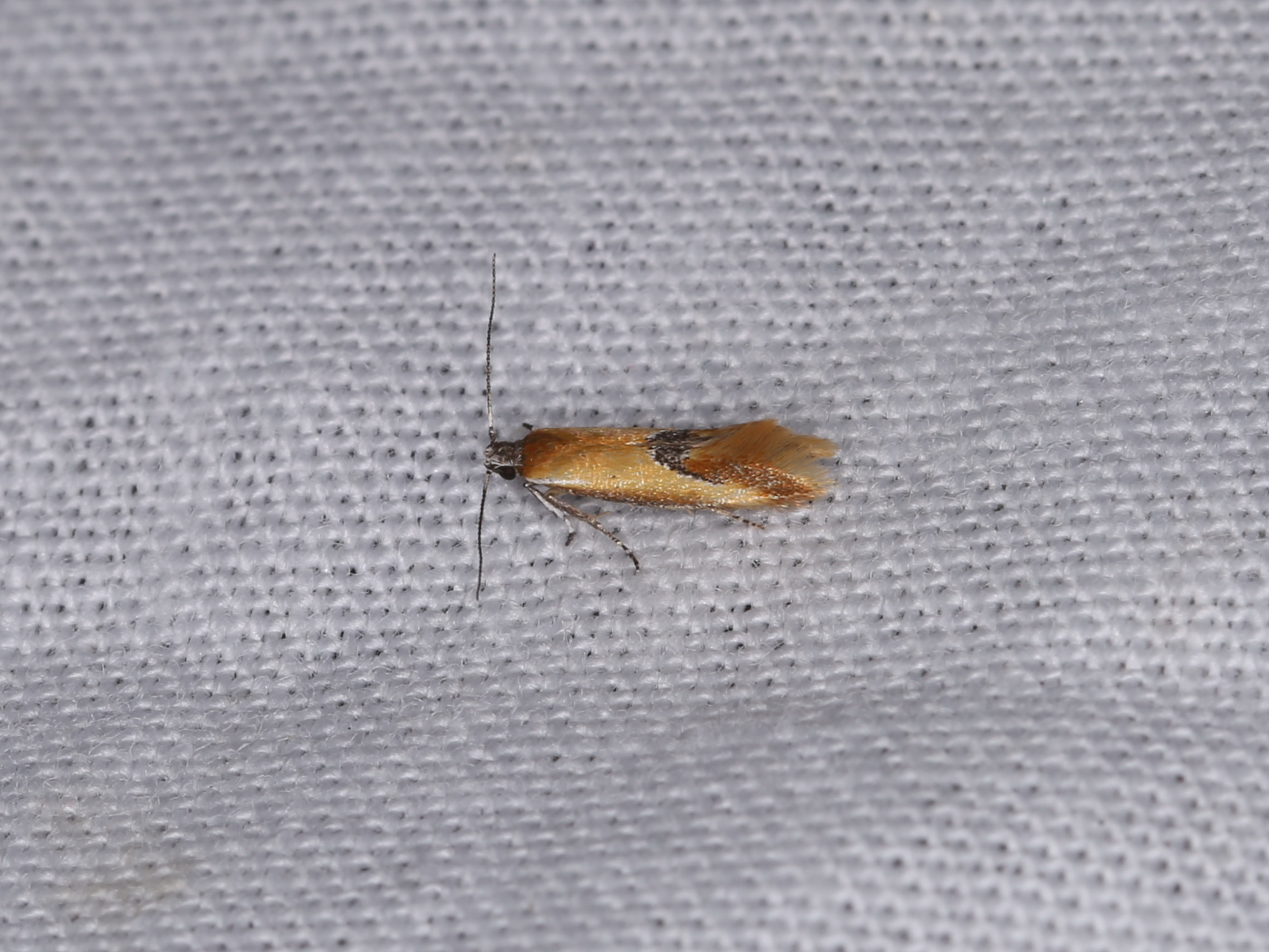
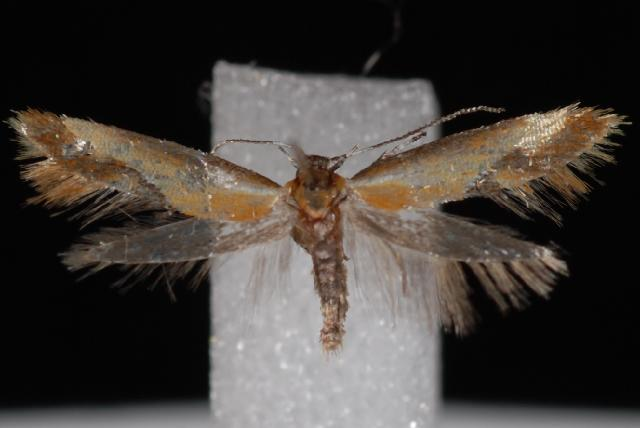
Präparat mit gespannten Flügeln
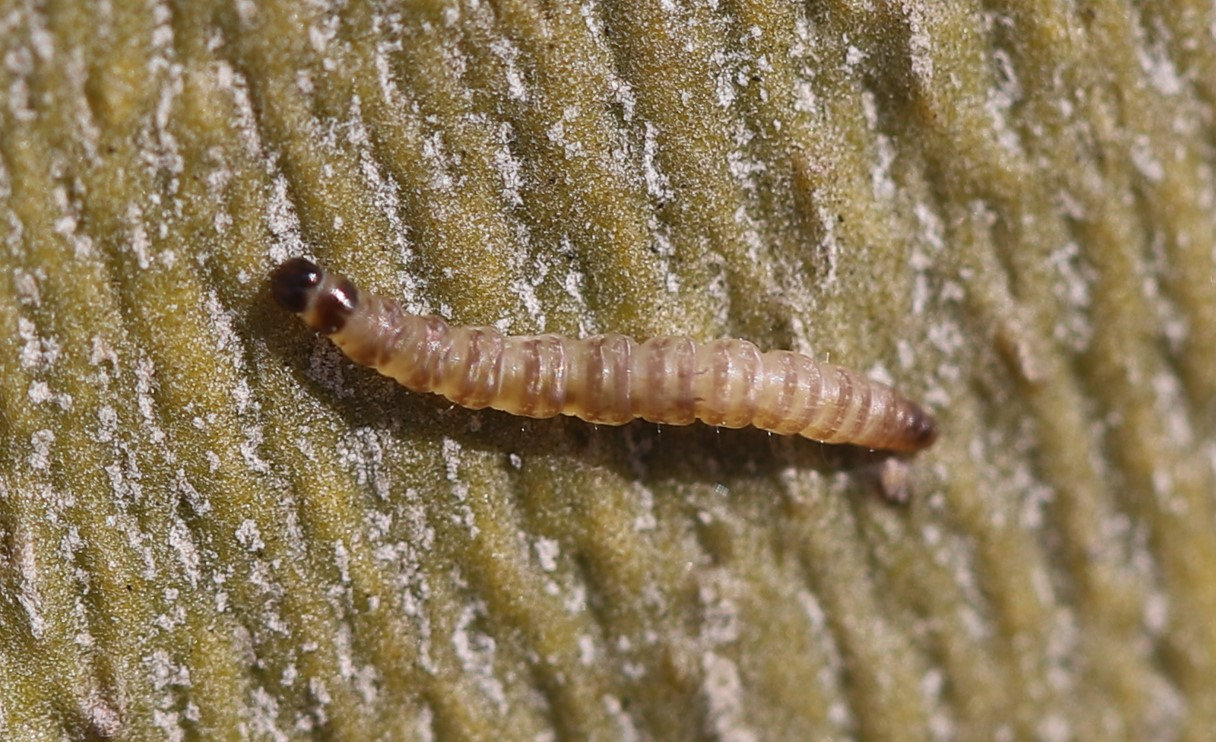
Raupe von Batia lunaris am Stamm einer Platane